# Mania (Fall Out Boy)
| Recensione       | Giudizio |
| ---------------- | -------- |
| Metacritic       | 55/100   |
| Rock Sound       | [ 3 ]    |
| The Guardian     | [ 4 ]    |
| NME              | [ 5 ]    |
| Spin             | [ 6 ]    |
| The A.V. Club    | C        |
| The Boston Globe | [ 8 ]    |
| Rolling Stone    | [ 9 ]    |
| Drowned in Sound | [ 10 ]   |
| Exclaim!         | [ 11 ]   |

Mania (stilizzato M A N I A e formalmente intitolato Mania: A Fall Out Boy LP) è il settimo album in studio del gruppo musicale statunitense Fall Out Boy, pubblicato il 19 gennaio 2018, dalla Island Records e DCD2, tre anni dopo American Beauty/American Psycho e Make America Psycho Again.

## Produzione
La band ha avuto successo commerciale in tutto il mondo dopo aver pubblicato il sesto album in studio, American Beauty/American Psycho. Durante il tour a supporto dell'album, il gruppo iniziò a scrivere e registrare materiale per un settimo album. L'inizio della produzione dell'album è iniziato dopo che il cantante della band Patrick Stump ha introdotto la canzone "Young and Menace" al bassista Peter Wentz al Festival di Reading e Leeds nel 2016.

### Ritardo dell'album
Originariamente, Mania doveva essere pubblicato il 15 settembre 2017, in tutto il mondo. Tuttavia, il 3 agosto 2017, Patrick Stump ha annunciato che il disco sarebbe stato posticipato al 19 gennaio 2018. "L'album non è ancora pronto e si è sentito molto frettoloso", ha detto Stump su Twitter. "Non pubblicherò mai un disco che sinceramente non credo sia almeno altrettanto forte o valido di quello che è venuto prima e per farlo abbiamo bisogno di un po' più di tempo per registrare correttamente e accuratamente".
Il 6 novembre 2017, la band annunciò sui social media che l'album era stato completato e rivelò la tracklist.

## Promozione
A sostegno dell'album, la band ha eseguito i singoli in televisione e ha cominciato, nel mese di ottobre del 2017, il Mania Tour. Il tour, che si svolge in America del Nord, Australia e Nuova Zelanda, include il supporto di blackbear, Jaden Smith e WAAX. Una canzone inedita che è stata inclusa nell'album, "Wilson (Expensive Mistakes)", è stata cantata dal vivo il 20 ottobre 2017, come parte della scaletta The Mania Tour.

## Llamania
Durante le sessioni di registrazione per Mania, la band scartò tre brani incompiuti; "Past Life", "Wrong Side of Paradise" e "Footprints in the Snow". I brani sono stati pubblicati dai Fall Out Boy, sotto lo pseudonimo di Frosty & The Nightmare Making Machines, in un EP, intitolato Llamania. L'EP è stato pubblicato il 13 febbraio 2018.

## Singoli

### Young and Menace
Il singolo principale, "Young and Menace", è stato rilasciato il 27 aprile 2017. La canzone ha una notevole influenza del genere EDM, suggerendo un'altra progressione del suono della band con l'album.
Il video ufficiale, rilasciato lo stesso giorno, mostra un bambino biraziale che soffre per la violenza domestica all'interno della propria famiglia.

### Champion
Il secondo singolo, "Champion" è stato rilasciato il 22 giugno negli Stati Uniti e il 23 giugno in tutto il mondo, mentre il video musicale è stato pubblicato il 27 luglio 2017. Il 15 dicembre, invece è stato rilasciato un remix della canzone in collaborazione con RM dei BTS.

### The Last of the Real Ones
Il terzo singolo, "The Last of the Real Ones", è stato rilasciato il 14 settembre 2017, con il video musicale, pubblicato il 13 settembre 2017.

### Hold Me Tight or Don't
Il quarto singolo, "Hold Me Tight or Don't", è stato rilasciato il 15 novembre.

### Wilson (Expensive Mistakes)
"Wilson (Expensive Mistakes)" è stato rilasciato come quinto singolo, accompagnato dal video musicale l'11 gennaio 2018.

### Church
Il 19 gennaio 2018, in contemporanea con l'uscita dell'album è stato rilasciato anche il sesto singolo "Church".

## Successo commerciale
Mania ha debuttato al numero uno della Billboard 200 il 3 febbraio 2018 con 130.000 unità equivalenti all'album, di cui 117.000 erano vendite di album puri. È il quarto album numero uno statunitense dei Fall Out Boy.

## Tracce
Al momento del rilascio iniziale a diversi rivenditori di musica digitale, l'ordine dell'elenco di brani era errato. La band in seguito ha confermato che l'elenco dei brani sui rilasci fisici era corretto in tutte le versioni del rilascio e che questi sarebbero stati presto risolti.

### Versione digitale e vinile
1. Stay Frosty Royal Milk Tea – 2:50
2. The Last of the Real Ones – 3:50
3. Hold Me Tight or Don't – 3:30
4. Wilson (Expensive Mistakes) – 3:36
5. Church – 3:31
6. Heaven's Gate – 3:45
7. Champion – 3:13
8. Sunshine Riptide (feat. Burna Boy) – 3:24
9. Young and Menace – 3:44
10. Bishops Knife Trick – 4:23

#### Bonus track nella versione giapponese
1. Champion (Remix) (feat. RM dei BTS) – 3:30

#### DVD nella versione giapponese
1. Young and Menace (video ufficiale) – 3:59
2. Young and Menace (making of) – 1:58
3. Champion (video ufficiale) – 3:41
4. Champion (making of) – 2:00
5. The Last of the Real Ones (video ufficiale) – 3:50
6. Hold Me Tight or Don't (video ufficiale) – 3:37
7. Hold Me Tight or Don't (making of) – 2:08

## Formazione

### Fall Out Boy
- Patrick Stump – voce, chitarra, tastiera
- Joe Trohman – chitarra, tastiera, programmazione, cori
- Pete Wentz – basso, cori
- Andy Hurley – batteria, percussioni, cori

### Produzione
- Jesse Shatkin – produzione, missaggio
- Butch Walker – produzione
- Andrew Wells – produzione
- Fall Out Boy – produzione primaria
- Suzy Shinn – ingegneria
- Rouble Kapoor – assistente tecnico

## Classifiche
| Nazione                           | Posizione |
| --------------------------------- | --------- |
| Australia                         | 3         |
| Austria                           | 6         |
| Belgio (Fiandre)                  | 11        |
| Belgio (Vallonia)                 | 36        |
| Canada                            | 2         |
| Repubblica Ceca                   | 24        |
| Paesi Bassi                       | 15        |
| Finlandia                         | 8         |
| Francia                           | 50        |
| Germania                          | 5         |
| Irlanda                           | 12        |
| Italia                            | 37        |
| Giappone                          | 15        |
| Giappone (Album Internazionali)   | 1         |
| Nuova Zelanda                     | 6         |
| Norvegia                          | 20        |
| Polonia                           | 15        |
| Scozia                            | 3         |
| Spagna                            | 30        |
| Svezia                            | 11        |
| Svizzera                          | 10        |
| Regno Unito                       | 2         |
| Regno Unito (Rock & Metal Albums) | 1         |
| Stati Uniti d'America             | 1         |